# ダンドボロギク
ダンドボロギク（段戸襤褸菊、学名: Erechtites hieracifolia）は、キク科タケダグサ属の一年草の一種。北米原産で、日本では帰化植物の一つとされる。和名の由来は、1933年に愛知県段戸山で初めて記録され、注目されたことから北村四郎によって名付けられている。山火事の後に大群落を形成するため、英名で fire weed （ファイア・ウィード）とよばれる。中国名は、梁子菜。

## 分布
北アメリカ原産。日本にも帰化植物として移入分布しており、北海道・本州・四国・九州に分布する。
林縁などの日当たりのよい場所に生える。いわゆるパイオニア植物（先駆植物）で、山火事や土砂崩れの跡地のような、新しくできた日当たりのよい場所に、他の植物に先駆けて侵入する。もともと山林中に多かった植物であるが、耕作地や都市公園などにも見られる。

## 形態・生態
一年生の草本。草丈は50 - 150センチメートル (cm) 、茎は無毛で直立する。葉は長楕円形で、大きいものは長さ20 cmほどになる。葉の縁は深く切れ込んで羽状に見えるものもあり、大小不揃いの鋸歯がつく。葉の色は緑色、無柄で上方のものは基部が左右に広がって、やや茎を抱くようにつく。
花期は8 - 10月。茎の頂部に円錐花序を作り、薄黄色の細長い頭花が上向きにつく。頭花は淡黄色の筒状花だけからなる。総苞は円筒形で無毛、外総苞片は短く、内総苞片は長く等長で規則正しく1列に並ぶ。筒状花は、細い管状で、花冠は白色で先が淡黄色から黄緑色をしており、白色の長い冠毛がある。花柱の先端は2裂する。果実は黒色で淡色の10脈があり、その一端に冠毛がつき、飛び立つ時期になると、群落の周辺が銀色に輝いているように見える。

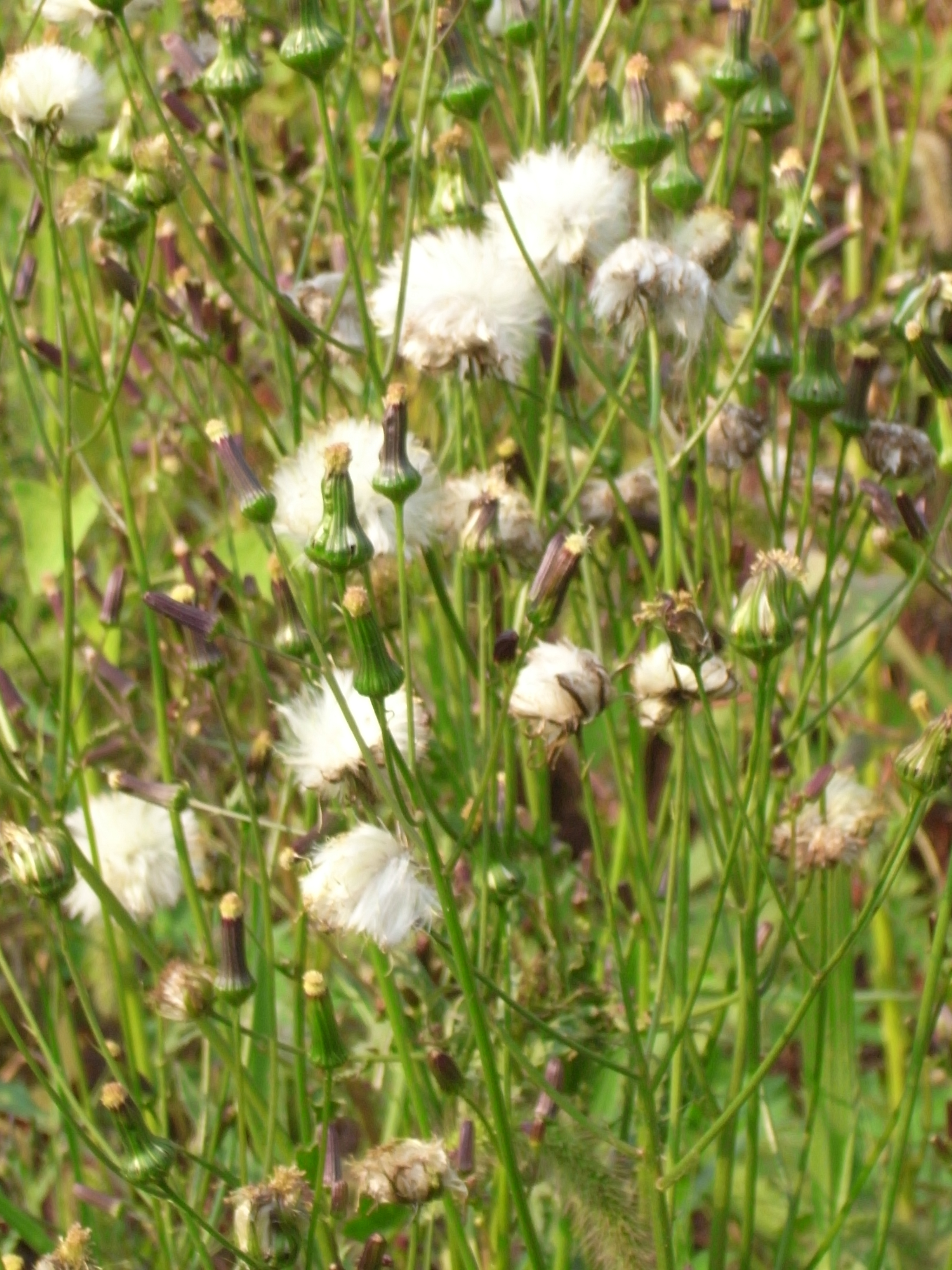
ダンドボロギクの果実
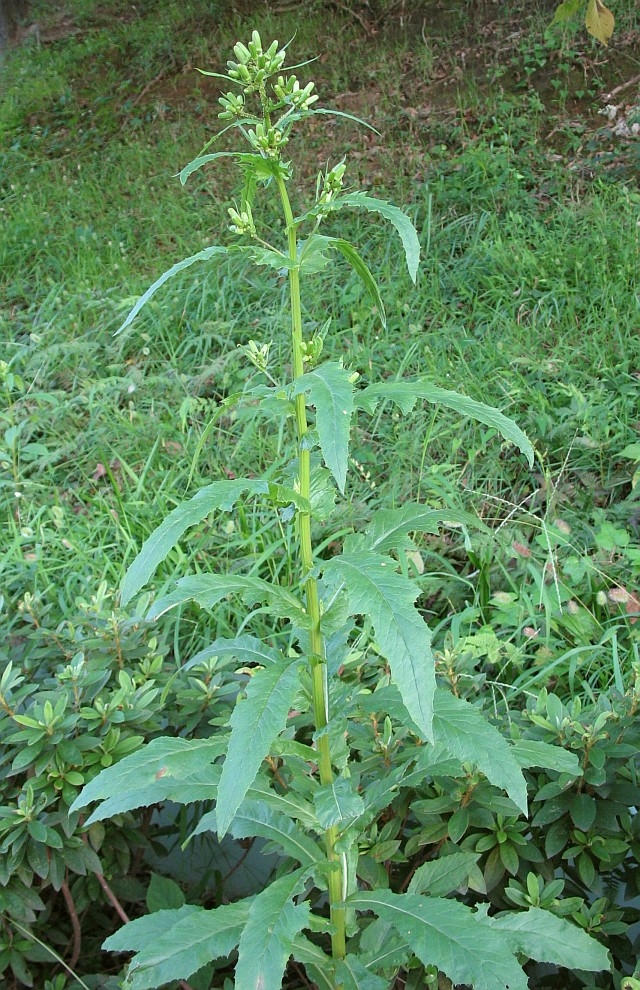
茎は直立する

変種のウシノタケダグサ（学名: Erechtites hieraciifolius var. cacalioides）は、毛が多く、葉が深く裂け、総苞が小さく、花後は10 mm以下になる。日本には、八丈島と南西諸島、小笠原諸島に帰化している。
よく似た植物にベニバナボロギクがあるが、こちらは蕾の時期から朱赤色で、下向きについているので見分けがつく。

## 食用
若い葉と茎を食用とする。採取時期は7 - 8月ごろが適期とされる。キク科特有の芳香があり、天ぷら、油炒め、おひたし、白和えなどの和え物、汁の実などにして食べる。